# Епізоди телесеріалу «Комісар Рекс» (десятий сезон)
| № | Оригінальна назва          | Українська назва          | Дата показу     |
| - | -------------------------- | ------------------------- | --------------- |
| 1 | E-mail von der Mörderin    | E-Mail від вбивці         | 28 вересня 2004 |
| 2 | Ein Mann ohne Gedächtnis   | Людина без минулого       | 5 жовтня 2004   |
| 3 | Endlich ist die Bestie tot | Нарешті ця потвора мертва | 12 жовтня 2004  |
| 4 | Doping                     | Допінг                    | 19 жовтня 2004  |

## E-Mail від вбивці
Пізно ввечері літній чоловік став свідком жахливого вбивства: одна жінка задушила іншу, заховала тіло в багажник і поїхала. Труп виявив Рекс у Віденському лісі. Жертвою виявилася відома модель, чий наречений також був убитий.

## Людина без минулого
Біля ресторану, де доктор Граф відпочиває з друзями, лунає постріл. В результаті поранення постраждалий чоловік втрачає пам'ять. Він не знає, хто він і чому його переслідують якісь румуни. Пам'ять поступово повертається до нього, і він розуміє, що його дівчина в небезпеці через румунську банду, яка викрадає жінок і відвозить їх до Німеччини як повій.

## Нарешті ця потвора мертва
У парку знаходять тіло бізнесмена, Юргена Цартманна. У ході розслідування Марк і Кунц з'ясовують, що підозрюваних у вбивстві відразу декілька, тому що Цартманна ненавиділа вся його сім'я. Тим часом, Рекс няньчить крихітного щеня, якого вони з Марком знайшли і назвали на честь Кунца Фріцем.

## Допінг
Один з членів команди з хокею підозрюється у використанні допінгу. Але під час бійки з іншим хокеїстом він падає, вдаряється головою об лід і вмирає. Тим часом, Рекса усувають від служби за те, що той нібито штовхнув людину під вантажівку і вбив його. Марк і Кунц роблять все можливе, щоб повернути Рексу його добре ім'я.